# Gunung Tangger
Gunung Tangger är ett berg i Indonesien.   Det ligger i provinsen Aceh, i den västra delen av landet, 1 400 km nordväst om huvudstaden Jakarta. Toppen på Gunung Tangger är 80 meter över havet.
Terrängen runt Gunung Tangger är platt.Runt Gunung Tangger är det ganska glesbefolkat, med 42 invånare per kvadratkilometer. Närmaste större samhälle är Subulussalam, 8,0 km sydost om Gunung Tangger. Omgivningarna runt Gunung Tangger är en mosaik av jordbruksmark och naturlig växtlighet.